# 마부제 박사 4
마부제 박사 4(Die Tausend Augen Des Dr. Mabuse, Diabolical Dr. Mabuse)는 독일(구 서독)에서 제작된 프리츠 랑 감독의 1960년 범죄, 공포, 미스터리, 스릴러 영화이다. 돈 아담스 등이 주연으로 출연하였고 아르투르 브라우너 등이 제작에 참여하였다.

## 출연

### 주연
- 돈 아담스
- 피터 밴 아익
- 볼프강 프라이스

### 조연
- 데이빗 캐머런
- 안드레아 체치

## 제작진
- 미술: 에리히 케텔후트